# دی‌فسژن
دی‌فسژن (به انگلیسی: Diphosgene) با فرمول شیمیایی C۲Cl۴O۲ یک ترکیب شیمیایی سمی است که به عنوان یک سلاح شیمیایی از نوع عامل تنفسی نیز شناخته می‌شود. که جرم مولی آن ۱۹۷٫۸۲ g/mol می‌باشد.